# 女の香り (テレビドラマ)
『女の香り』（おんなのかおり、여인의 향기 ）は、韓国のテレビドラマ。
韓国では2011年7月23日から2011年9月11日までSBS週末特別企画ドラマ枠で放送された。韓流セレクトでは16話を22話にして放送された。

## あらすじ
旅行会社ラインツアーで働いているヨンジェはある日、衝突事故に遭い病院で検査を受け、末期胆のうガンで手術ができないと宣告される。ガイドを担当したVIP客の指輪が紛失し、犯人扱いされたヨンジェは辞表を出し会社を辞める。残りの人生を悔いなく生きようと沖縄へ向かうが、そこでラインツアーの御曹司のジウクに会い、勘違いで彼のガイドをすることになる。

## 登場人物
- イ・ヨンジェ: キム・ソナ

旅行会社「ラインツアー」で働くが、末期の胆嚢ガンで、余命半年と宣告された。しかし、自身がガイドを担当していたVIP客の指輪を紛失させてしまった責任で辞職する。
- カン・ジウク: イ・ドンウク

旅行会社「ラインツアー」の御曹司。
- チェ・ウンソク: オム・ギジュン　イ・ヨンジェの小学校の同級生で、主治医。
- イム・セギョン: ソ・ヒョリム　　カン・ジウクの婚約者。
- カン・チョルマン: イ・ジョンギル ラインツアー創業者会長。ジウクの父
- キム・スンジョン: キム・ヘオク  ヨンジェの母。
- ヤン・ヒジュ: シン・ジス　ヨンジェの親友
- ユ・ヘウォン: サ・ヒョンジン　イ・ヨンジェの親友。
- ユン・ボンギル: キム・グァンギュ
- ノ・ソンシク: シン・ジョングン
- イム・ジュンヒ: ナムグン・ウォン
- パク・サンウ: パク・ジョンソン
- ナム・ナリ: ソン・ソンユン

## スタッフ
- 演出 - パク・ヒョンギ
- 脚本 - ノ・ジソル

## エピソード
| 話数   | サブタイトル                 |
| ------ | ---------------------------- |
| 第01話 | 運命の曲がり角               |
| 第02話 | 突然の宣告                   |
| 第03話 | 夢のような出会い             |
| 第04話 | 人生最高の日                 |
| 第05話 | 死ぬまでにやりたい20のリスト |
| 第06話 | タンゴを一緒に               |
| 第07話 | 夢のデートの後に             |
| 第08話 | 私のこと、放っておいて       |
| 第09話 | 指輪の行方                   |
| 第10話 | 私たち、付き合いません?      |
| 第11話 | 婚約解消の波乱               |
| 第12話 | 自分の人生を生きるために     |
| 第13話 | 思い出の丘                   |
| 第14話 | 映画のようなデートの後に     |
| 第15話 | 耐えがたい別れ               |
| 第16話 | Sの許し                      |
| 第17話 | そばにいることの幸せ         |
| 第18話 | 2人を繋ぐ絆                  |
| 第19話 | 人生で大事なもの             |
| 第20話 | 母の思い、娘の思い           |
| 第21話 | 私の人生の痕跡               |
| 第22話 | ヨンジェからの贈り物         |